# ژانگ مو
ژانگ مو (انگلیسی: Zhang Mo؛ زادهٔ ۱۷ ژانویهٔ ۱۹۸۹) یک بازیکن تنیس روی میز اهل کانادا است.
وی در مسابقات کشوری و بین‌المللی در مجموع برنده ۱۲ مدال طلا، ۷ مدال نقره، ۲ مدال برنز شده‌است.